# Сталетти
Сталетти (итал. Stalettì) — коммуна в Италии, располагается в регионе Калабрия, подчиняется административному центру Катандзаро.
Население составляет 2264 человека, плотность населения составляет 206 чел./км². Занимает площадь 11 км². Почтовый индекс — 88069. Телефонный код — 00.
Покровителем коммуны почитается святой Григорий Чудотворец, празднование 17 ноября.